# 1842年迪恩森林法令
《1842年迪恩森林法令》（英語：Dean Forest Act 1842；5 & 6 Vict c 65）是英國國會的一項法令。
整部法令由《1971年野生動物及森林法律法令》第1(4)條及附表 （页面存档备份，存于）廢除。